# 하카나쿠츠요쿠
〈하카나쿠츠요쿠〉(儚く強く)는 2007년 1월 17일 발매된 윤하의 8번째 싱글이다. 애니메이션 《키바》의 두 번째 오프닝 곡으로 쓰였다.

## 트랙 리스트
1. 儚く強く (하카나쿠츠요쿠)
2. 会いたい (아이타이)
3. 儚く強く -instrumental- (하카나쿠츠요쿠 -instrumental-)